# Sismometro
Si definisce sismometro un qualunque strumento che misura la dipendenza temporale dello spostamento, della velocità o dell'accelerazione del terreno.

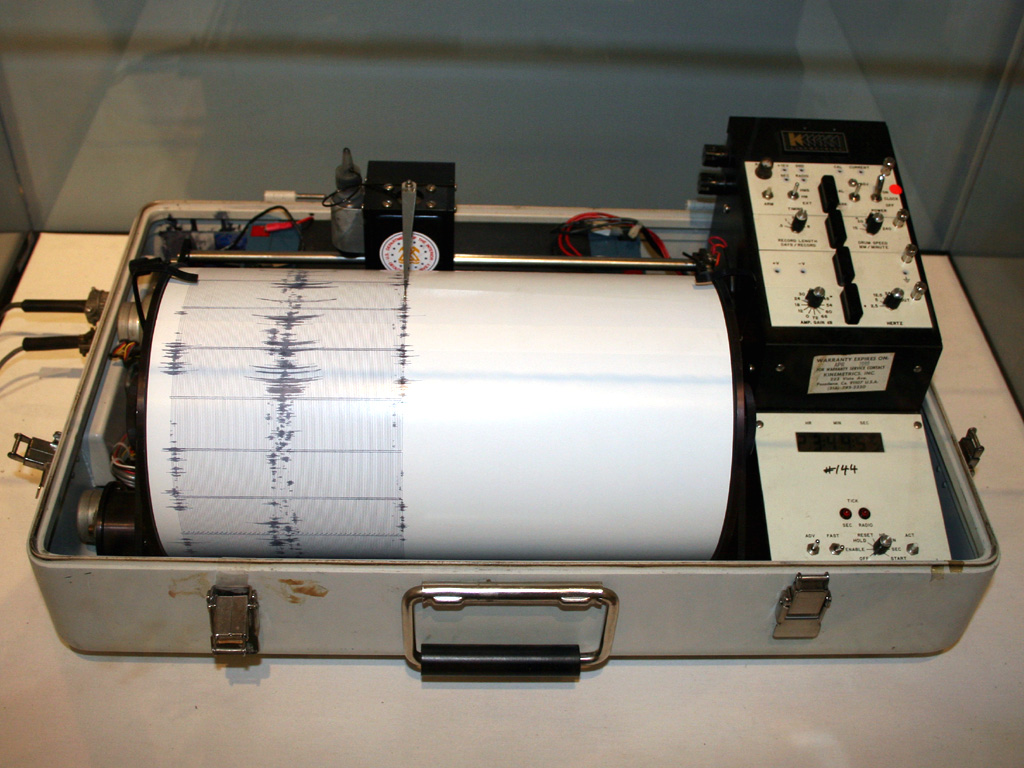
Un sismometro

La quantità in studio viene misurata facendo ricorso ad una massa che fornisce una sufficiente inerzia. Se lo spostamento del terreno su cui poggia lo strumento è sufficientemente veloce, la massa sospesa rimarrà immobile e fornirà un punto fisso nello spazio, rispetto al quale misurare il moto del terreno. Il sismometro produce un sismogramma, ovvero un grafico rappresentante la dipendenza della quantità in oggetto dal tempo.

## Principi base
I sismometri sono composti da alcuni elementi di base:
- Un'intelaiatura solidale col terreno. Per diminuire il rumore generato da cause antropiche (passaggio di automobili, ecc.) viene generalmente fissato ad una certa profondità nel terreno.
- Una massa inerziale sospesa.
- Un sistema di attenuazione per prevenire le oscillazioni a lungo termine successive ad un evento.
- Un meccanismo di registrazione del moto del terreno relativo alla massa (considerata fissa).

I sismometri moderni utilizzano inoltre metodi di amplificazione dei segnali tramite dispositivi meccanici o elettronici. Questi meccanismi però non amplificano ugualmente i segnali ad ogni frequenza, ma la curva di amplificazione è piccata su delle frequenze specifiche.

## Sismometri moderni
I moderni strumenti sismografici utilizzano sensori, amplificatori e strumenti di registrazione analogici e digitali. Gli strumenti analogici si dividono in tre principali gruppi: quelli a corto periodo, con periodi misurati inferiori ai 6 secondi (tipicamente attorno ad 1 sec.), lungo periodo che misurano segnali con periodi superiori ai 6 s (con periodi caratteristici tipicamente intorno ai 15 s) e i larga-banda. I primi due sono caratterizzati da una frequenza caratteristica, attorno alla quale possono amplificare il segnale in maniera ottimale, mentre le parti di segnale con frequenza diversa vengono attenuate e non possono essere misurate accuratamente. I sismometri a larga-banda invece utilizzano un meccanismo di feedback che consiste nel mantenere la massa inerziale ferma con sofisticati meccanismi elettromagnetici. Vengono quindi misurate le forze che sono state necessarie per mantenere ferma la massa per poi ricavarne il movimento del terreno, evitando così di saturare le misure.
Poiché l'anelasticità del suolo tende ad attenuare maggiormente le alte frequenze, i sismometri a corto periodo vengono utilizzati maggiormente nelle misure di terremoti locali, mentre i telesismi vengono misurati con maggior efficienza dai sismometri a lungo periodo.
Recentemente, il progetto di calcolo distribuito Quake-catcher network ha iniziato a studiare la possibilità di utilizzare degli accelerometri a basso costo - ad esempio quelli contenuti nei computer - come sismometri a bassa sensitività.

## Microsismi
Ci si può giustamente chiedere il perché vengono utilizzati degli strumenti insensibili a certe frequenze e perché il periodo di separazione dei vari strumenti è di 6 secondi. La risposta va ricercata nei cosiddetti microsismi, che corrispondono a movimenti del terreno generati dalle onde marine o oceaniche, che si propagano a grandissime distanze ed hanno un periodo caratteristico intorno ai 6 secondi. È quindi un rumore che disturba le misure sismometriche dei terremoti ed è logico quindi filtrare il segnale in modo da eliminare queste frequenze. Esse vengono invece conservate, e sono molto utili, nella tromografia.

## Filtraggio elettronico
Le moderne tecniche di filtraggio elettronico permettono di utilizzare un unico strumento con un'ampia risposta in frequenza e filtrare poi il segnale in modo tale da mantenere solo le frequenza d'interesse. È qui che entrano in gioco i sismometri a larga-banda.

## Sismometro a pendolo
Il sismometro a pendolo consiste in una massa M appesa ad una molla di costante elastica k e ad un ammortizzatore con costante D in parallelo. La forza della molla è proporzionale allo spostamento, quella dell'ammortizzatore invece alla velocità.
Indicando con u lo spostamento del terreno e con {\displaystyle \xi } lo spostamento della massa, l'equazione del moto viene espressa dalla:
{\displaystyle M({\ddot {\xi }}+{\ddot {u}})+D{\dot {\xi }}+k\xi =0}
dividendo per la massa ed introducendo le quantità:
{\displaystyle \varepsilon ={\frac {D}{2M}},\quad \omega _{s}^{2}={\frac {k}{M}}}
si trova:
{\displaystyle {\ddot {\xi }}+2\varepsilon {\dot {\xi }}+\omega _{s}^{2}\xi =-{\ddot {u}}}
Con questa possiamo determinare il moto del terreno misurando {\displaystyle \xi } e le sue derivate temporali.
La risposta dello strumento al moto del terreno ad una certa frequenza si può calcolare ricordando che la dipendenza temporale dello spostamento dovuto ad un'onda è:
{\displaystyle u\sim e^{-i\omega t}}
Assumendo la stessa dipendenza temporale anche per {\displaystyle \xi } e ricavando che
{\displaystyle {\frac {d}{dt}}(e^{-i\omega t})=-i\omega e^{-i\omega t}}
otteniamo dall'equazione per lo spostamento:
{\displaystyle (-i\omega )^{2}\xi +2\varepsilon (-i\omega )\xi +\omega _{s}^{2}\xi =(-i\omega )^{2}u}
{\displaystyle -\omega ^{2}\xi -2i\varepsilon \omega \xi +\omega _{s}^{2}\xi =-\omega ^{2}u}
con
{\displaystyle \xi ={\frac {\omega ^{2}}{\omega ^{2}+2i\varepsilon \omega -\omega _{s}^{2}}}u}
Il rapporto:
{\displaystyle X(\omega )={\frac {\omega ^{2}}{\omega ^{2}+2i\varepsilon \omega -\omega _{s}^{2}}}}
è detto risposta in frequenza o funzione di trasferimento dello strumento. Questo, essendo un numero complesso può venir scomposto in una risposta in ampiezza e una risposta in fase.
La curva di risposta in ampiezza di uno strumento ci dirà quali frequenze verranno amplificate e quindi ben registrate, e a quale banda di frequenza invece lo strumento non è sensibile.